# Ancienne aluminerie de Shawinigan
Vous lisez un « bon article » labellisé en 2017.
L'ancienne aluminerie de Shawinigan est une ancienne usine d'électrométallurgie située à Shawinigan au Québec (Canada). Elle comprend 12 bâtiments industriels et administratifs construits entre 1900 et 1927, situés sur un plateau surplombant la rivière Saint-Maurice, à proximité du complexe hydroélectrique de Shawinigan.
En 1899, la Shawinigan Water and Power Company convainc la Pittsburgh Reduction Company, qui devient plus tard l'Alcoa, de s'installer près de ses installations hydroélectriques. La construction de l'usine débute au cours du printemps 1900. Elle a probablement été construite sur le modèle de l'aluminerie de Niagara Falls, démolie en 1923. Une fonderie et une salle de cuves sont construites entre 1900 et 1901. Le premier lingot d'aluminium du Canada est coulé le 20 octobre 1901. Un atelier de tréfilerie et de câblerie est ajouté la même année. La compagnie crée une filiale canadienne, la Northern Aluminium Company Limited, en 1902.
En 1905 et 1906, l'usine est agrandie par l'ajout de trois salles de cuves, d'un laboratoire couplé à des bureaux, d'un espace d’expédition et d'un atelier de broyage du coke. On y introduit un modèle de cuves plus grandes et aux parois plus épaisses pour en améliorer la résistance à la chaleur. De nouveaux bâtiments sont ajoutés graduellement durant les années 1910 et 1920. En 1925, la Northern Aluminium Company change son nom pour celui d'Aluminium Company of Canada Limited, mieux connue sous l'acronyme d'Alcan. En 1927, des bureaux administratifs sont ajoutés au complexe. Au début des années 1930, l'usine se spécialise dans la fabrication de câbles en aluminium. La production du métal primaire est arrêtée en 1944. Quant aux activités de câblerie, après avoir connu des années fastes durant les années 1960, l'usine connaît un lent déclin pour s'arrêter définitivement en 1986. Une partie du complexe est vendue en 1989 à la papeterie voisine. Quelques bâtiments, dont une salle de cuves, sont démolis.
En 2001, Alcan cède le reste des bâtiments à la Cité de l'énergie, un musée consacré au patrimoine industriel. Le complexe est désigné comme lieu historique national du Canada en 2002. Les bâtiments sont ensuite restaurés et ouvrent en 2003 sous le nom d'Espace Shawinigan, lieu qui sert à présenter des expositions muséales ainsi qu'à recevoir plusieurs évènements. En 2013, le complexe est classé immeuble patrimonial par le ministère de la Culture et des Communications.

## Localisation

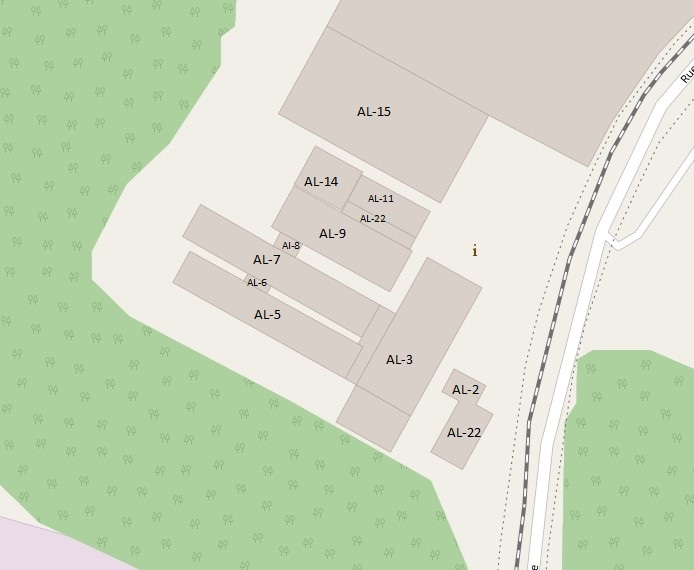
Plan de l'ancienne aluminerie de Shawinigan.

L'ancienne aluminerie de Shawinigan est située à Shawinigan, sur un site situé près de la baie, des chutes et de la rivière Shawinigan. Il comprend 12 bâtiments construits entre 1900 et 1927. L'ensemble comprend des salles de cuves, une fonderie, un atelier de tréfilerie et de câblerie, des laboratoires, des ateliers de broyage du coke, un espace d'expédition, des bureaux administratifs et des annexes reliant les différents bâtiments.
Elle est située sur un plateau surplombant la rivière Saint-Maurice. Le sommet du plateau étant relativement plat, ceci a favorisé la construction du complexe industriel ainsi que la construction du chemin de fer menant à l'usine. Ce plateau constitue une digue naturelle surplombant la baie de Shawinigan. Cette digue force le Saint-Maurice à emprunter les chutes de Shawinigan, qui avec leurs dénivelés de 50 mètres, constituent un site de choix pour la construction d'installations hydroélectriques. Avec les grands besoins énergétiques que nécessite une aluminerie, la présence d'une telle source d'énergie à proximité a favorisé l'installation du complexe industriel,.
Les sites industriels n'ont généralement aucun aménagement paysager élaboré. L'aménagement du chemin de fer, des voies d'accès et des stationnements ont fait disparaître la quasi-totalité de la végétation en façade. La forêt a cependant repris ses droits à l'arrière de l'usine et du côté ouest. Cette végétation a pour avantage de stabiliser le sol, qui a déjà connu des glissements de terrain dans le passé.

## Histoire

### Construction et développement de l'usine
C'est en 1886 que l'ingénieur américain Charles Martin Hall découvre le procédé de production de l'aluminium par électrolyse. En 1888, il s'associe avec le métallurgiste et industriel américain Alfred E. Hunt pour fonder la Pittsburgh Reduction Company. L'entreprise utilise initialement des génératrices à vapeur pour produire son électricité, mais elle se tourne rapidement vers l'hydroélectricité, qui est plus économique. Une usine est construite à Niagara Falls dans l'État de New York en 1895.

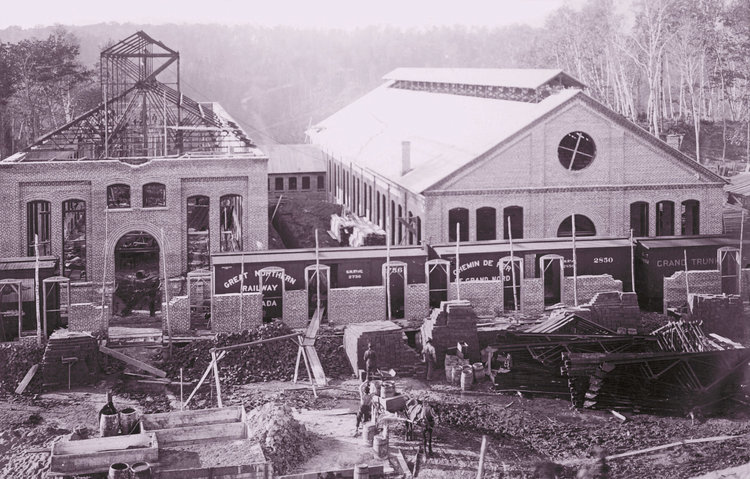
Les bâtiments AL-7 et AL-9 en construction au cours de l'été 1900.

En 1898, la Shawinigan Water and Power Company fait l'acquisition des droits d'exploitation des chutes de Shawinigan dans le but d'y exploiter une centrale hydroélectrique,. Dès sa création, la compagnie cherche à signer des contrats d’approvisionnement avec des industries consommant de grandes quantités d'énergie. Elle signe son premier contrat en 1899 avec la Pittsburgh Reduction Company, qui est intéressée à la fois par l'énergie à faible coût et l'accès au marché de l'Empire britannique. La même année la Shawinigan Water and Power Company construit une ligne de chemin de fer pour relier le site au réseau de la Great Northern Railway of Canada.

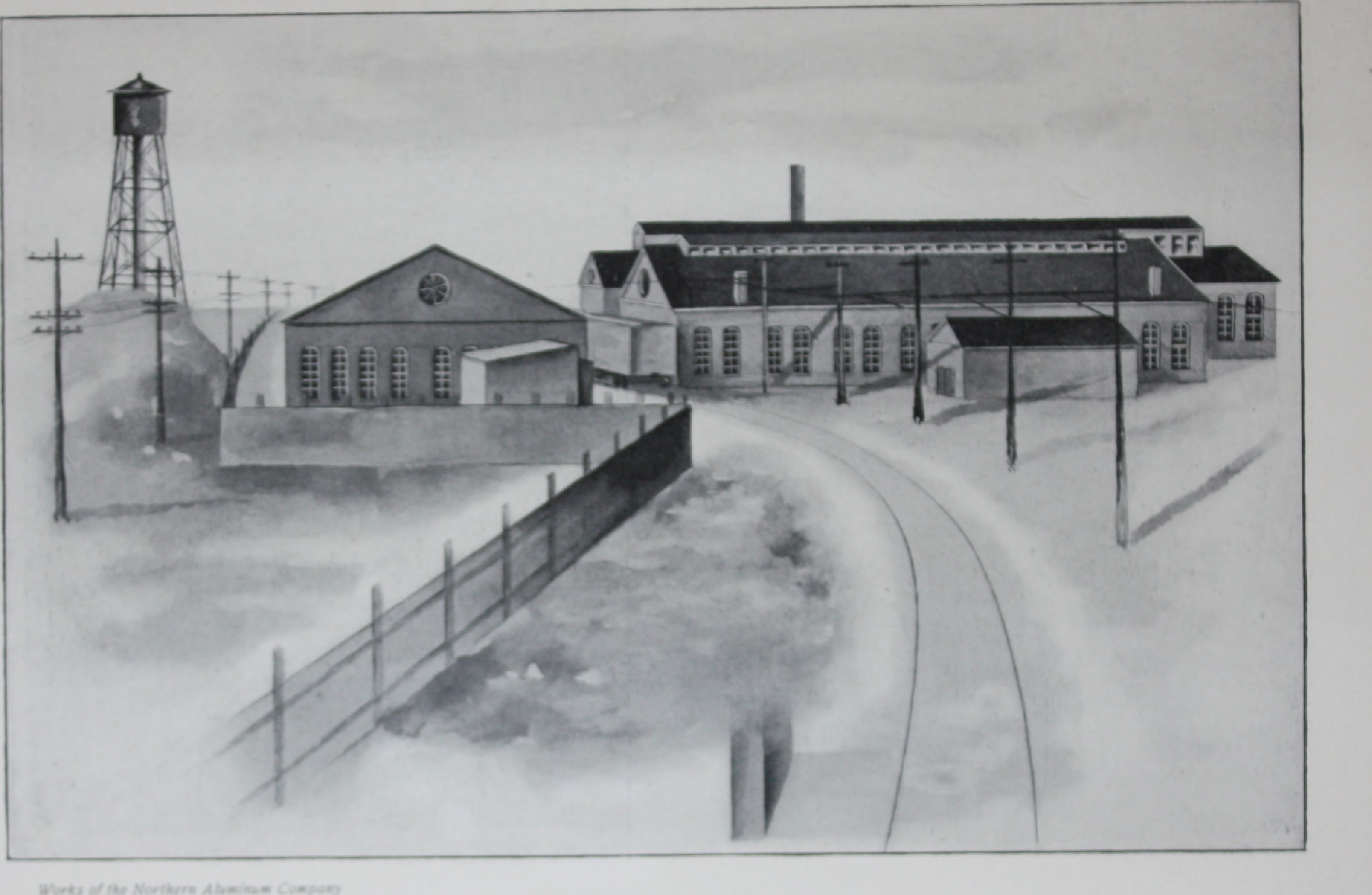
Les installations vers 1907.

Le chantier de construction débute au début de 1900, sous la supervision de l'ingénieur Edwin Stanton Fickes (1872-1943) et du surintendant de la Pittsburgh Reduction Company, F. H. Stoughton. Pour dresser les plans de l'usine, on pense que Fickes a utilisé comme modèle celle de Niagara Falls, qui a été détruite en 1923. Une fonderie (AL-9), une salle de cuves (AL-7) et une annexe (AL-8) reliant les deux bâtiments sont érigées en 1900 et 1901. Une centrale hydroélectrique est aussi construite en contrebas du site. Le premier lingot du Canada est coulé le 20 octobre 1901 et il est livré à New Glasgow en Nouvelle-Écosse. La production des 32 cuves de type « Hall » se stabilise rapidement autour des 900 kg par jour. La branche canadienne de la Pittsburgh Reduction Company adopte le nom de Northern Aluminium Company Limited en 1902 et un atelier de tréfilerie et de câblerie (AL-3) est construit la même année. Vers la fin de 1902, le nombre de cuves est porté à 44 et la production augmente à 2 300 kg par jour. La production annuelle de métal primaire s'élève à 128 tonnes en 1901 et à 900 tonnes en 1902. Un autre ajout notable est l'installation de ponts roulants en 1907, qui facilite de beaucoup le travail de manutention. C'est là que sont produits les premiers câbles conducteurs en aluminium canadiens. En 1907, la Pittsburgh Reduction Company change son nom pour celui d'Alcoa, l’abréviation d'Aluminium Company of America.

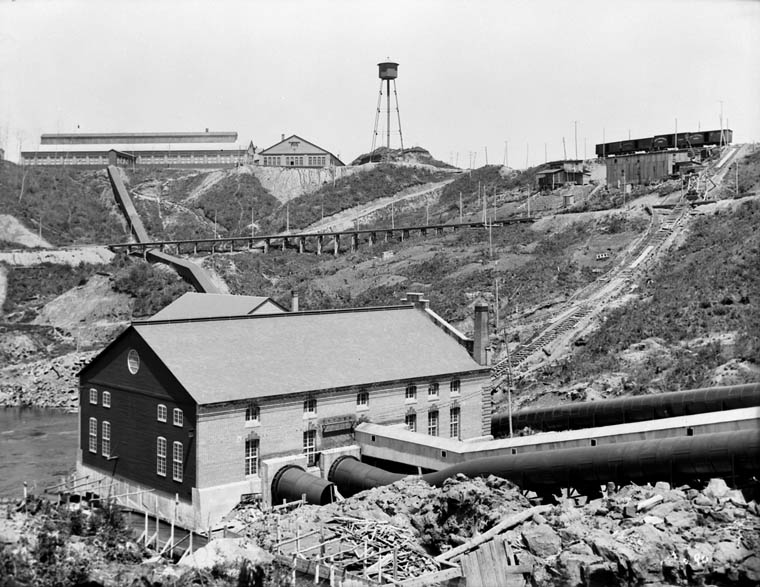
Le site en 1910. En avant-plan, la centrale Shawinigan-1 avec le toit de la centrale N.A.C. à l'arrière. En haut de la colline, l'aluminerie.

La diminution des coûts de production de l'aluminium ainsi que la découverte de nouvelles utilisations du produit font constamment monter la demande. Le premier agrandissement du complexe industriel a lieu en 1905 et 1906, avec la construction de trois salles de cuves (AL-5, AL-15 et AL-17), d'un laboratoire couplé d'un bureau (AL-2), d'un espace d’expédition (AL-11), d'un atelier de broyage du coke (AL-14) ainsi que d’une annexe (AL-6). Les salles de cuves sont toutes équipées de ponts roulants et les bâtiments sont tous reliés par des annexes ou des passages. Aucune salle de cuves n'est ajoutée depuis 1907, cependant des cuves sont remplacées par des plus modernes au gré de l'évolution de la technologie. La production annuelle de l'usine double entre 1905 et 1907 pour passer de 1 175 tonnes à 2 686 tonnes. À la suite d'une saturation du marché d'outre-mer, l'usine ferme à la fin de 1907 pour rouvrir partiellement au cours de l'été 1908. Entre 1909 et 1916, la production passe de 2 760 tonnes à 9 609 tonnes. La Première Guerre mondiale augmente la demande d'aluminium. Dès 1915, les 405 cuves de l'usine sont pour la première fois utilisées à plein rendement. L'usine fait du Canada le principal exportateur d'aluminium au monde en 1920. Elle est aussi la plus grande consommatrice d'électricité au pays.
Quelques bâtiments secondaires sont ajoutés au cours des années 1910, comme un espace d'emballage et de magasin (AL-20). À la fin de la Première Guerre mondiale, l'usine emploie plus de 700 personnes. En 1920, la taille des anodes des cuves passe de 3 po à 4 po et leurs longueurs de 14 po à 16 po, ce qui permet de réduire le nombre d'anodes par cuve de 64 à 52. La production de l'usine cesse presque complètement en 1921, à la suite de la dépression de 1920-21 (en), causée par un sérieux problème de surproduction de l'aluminium après la guerre. Durant cette période, elle ne garde que 70 cuves en activité et 187 employés. La production reprend rapidement par la suite. Quelques autres bâtiments sont construits en 1924. En 1925, la Northern Aluminium Company change son nom pour l'Aluminium Company of Canada Limited, mieux connue sous son acronyme Alcan. L'usine atteint une production record de 15 863 tonnes en 1927.

### Évolution et déclin de la production

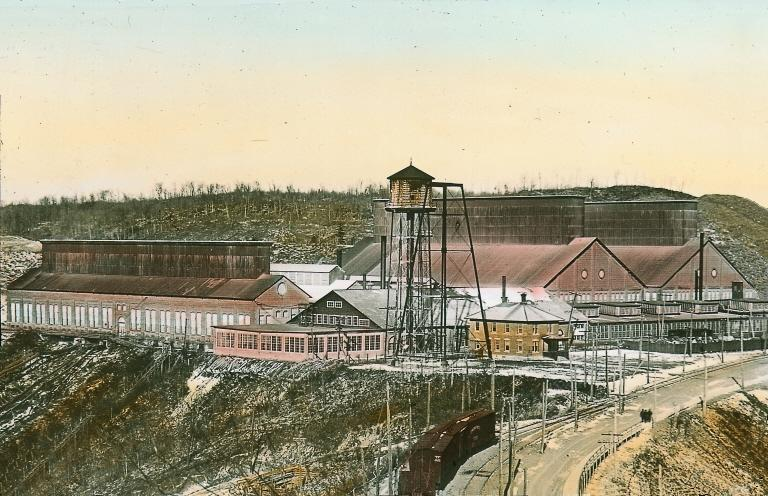
Aluminerie de Shawinigan vers 1930.

À la suite de l'échec de ses négociations avec la Shawinigan Water and Power Company pour augmenter la quantité d'électricité fournie, Alcan se tourne plutôt vers Arvida au Saguenay–Lac-Saint-Jean pour la production de métal primaire. De plus, le détachement d'Alcan vis-à-vis d'Alcoa ouvre de nouveaux marchés pour la câblerie, étant donné qu'elle n'est plus dans l'ombre des câbleries américaines. La production de l'usine passe progressivement de la production de métal primaire à celle de fabrication de câbles conducteurs. Ce changement d'utilisation amène l'agrandissement de certains bâtiments et le renouvellement de la machinerie de la câblerie, dont le laminoir et les tréfileuses. Un changement majeur à cette époque est la construction de bureaux administratifs (AL-22), probablement selon les plans de l'architecte américain Frederick de Peyster Townsend (1871-1951).

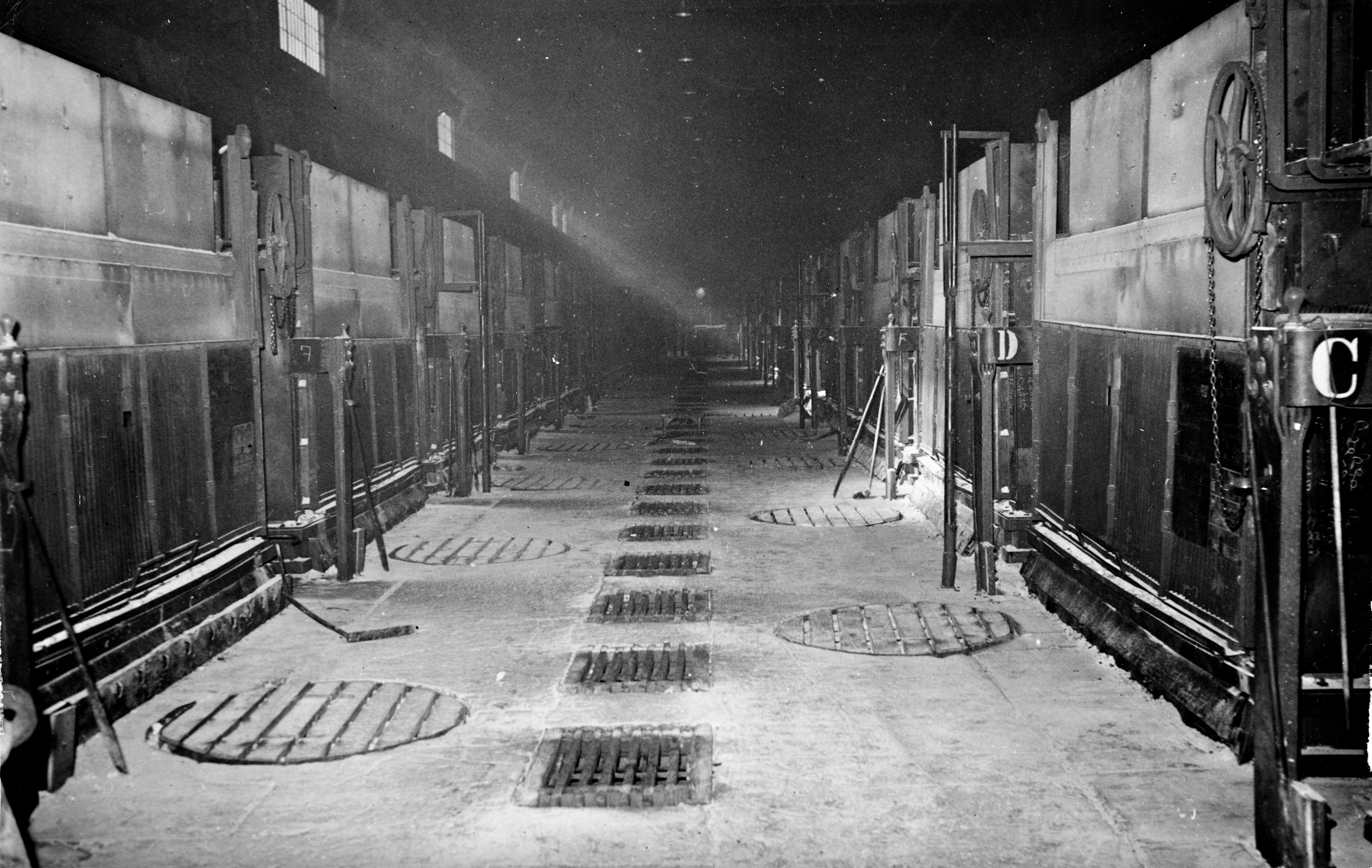
Salle de cuves de l'aluminerie vers 1945.

On décide aussi en 1926 de tester un nouveau type de cuves qui sera utilisé dans le complexe d'aluminium d'Arvida. Contrairement à la cuve Hall, la cuve Arvida est entièrement isolée sur le fond et les côtés et comprend une plaque cathodique. Cette meilleure isolation permet d'augmenter la durée du revêtement intérieur de 200 à 600 jours. Le nombre d'anodes est aussi réduit à 14 et ont une forme carrée plutôt que celle ronde des cuves Hall. En 1927, toutes les cuves de la ligne 1 sont remplacées par des cuves Arvida. L'amélioration de la productivité, de l’efficacité, ainsi que les gains dans l'organisation du travail incite la direction à modifier les cuves Hall. On isole le fond des cuves, ajoute une plaque cathodique et remplace les anodes par seulement 12 anodes de formes rectangulaires. Ces modifications permettent de réduire la consommation d'électricité des cuves de 10 % tout en augmentant leurs productions de 50 %. Les cuves Arvida doivent progressivement remplacer les cuves Hall, mais la crise économique des années 1930 interrompt ce programme de modernisation.

Production d'aluminium primaire de l'aluminerie de Shawinigan.

La Grande Dépression réduit considérablement les exportations d'aluminium du Canada, si bien qu'en 1933, elles ne sont que du tiers de celles de 1930. On décide alors de fermer les cuves de l'usine de Shawinigan. Elle ne reprend sa production de métal primaire qu'en 1936. En 1936, Alcan est approchée par les représentants d'Elektrokemisk, une compagnie norvégienne créée dans le but de vendre le brevet de Carl Wilhelm Söderberg sur une électrode unique de forme rectangulaire et une cuve adaptée à celle-ci. On installe deux cuves Söderberg expérimentales à Shawinigan. En septembre 1937, on installe des cuves Söderberg de production, qui sont mises en fonction en janvier 1938. Des 16 800 tonnes produites au cours de cette année, 36 % le sont à partir de cuves Hall, 43 % à partir de cuves Arvida et 21 % à partir de cuves Söderberg. Cependant, l'introduction des cuves Söderberg, qui sont beaucoup plus grandes que les anciennes dans l'usine de Shawinigan, crée un encombrement qui nuit à l'efficacité du travail et à la sécurité des cuvistes. Ce problème n'est réglé qu'avec la construction d'une aluminerie à Shawinigan construite spécifiquement pour des cuves Söderberg. En 1940, Alcan augmente la taille des anodes de ses anciennes cuves à une dimension de 13 po par 17 po, augmentant par ce fait leur efficacité et leur durée de vie. Les cuves connaissent d'autres innovations au cours des années 1930, comme l'introduction d'un siphon à air dans les cuves en 1938 à Shawinigan qui élimine la méthode de perçage de la cuve à la masse. Une autre innovation est l'introduction de trémies à alumine vers 1937. Avec ces trémies, qui sont remplies chaque jour par un employé, le cuviste n'a plus qu'à tirer sur une chaîne pour laisser tomber une quantité définie d'alumine dans la cuve.
La construction d'une aluminerie à Shawinigan en 1942 amène la fermeture des cuves en 1944. Les salles de cuves sont alors converties en entrepôts. Les lanternes de ventilation sont progressivement retirées et plusieurs portes et fenêtres sont murées,.
À la sortie de la Seconde Guerre mondiale, la demande pour le câble conducteur explose avec l'électrification des campagnes et la construction de centrales hydroélectriques sur les rivières Saint-Maurice, Betsiamites, aux Outardes et Manicouagan. L'usine de Shawinigan est adaptée pour diversifier sa production, comme la fabrication de bandes d'aluminium utilisées dans les gaines protectrices pour les fils de distribution. À la suite de la mise en service des dernières centrales du projet Manic-Outardes à la fin des années 1960 et étant donné que le projet de la Baie-James n'est pas encore lancé, l'usine connaît une période de stagnation à partir du début des années 1970. Elle ferme ses portes en 1986.

### Changement de vocation

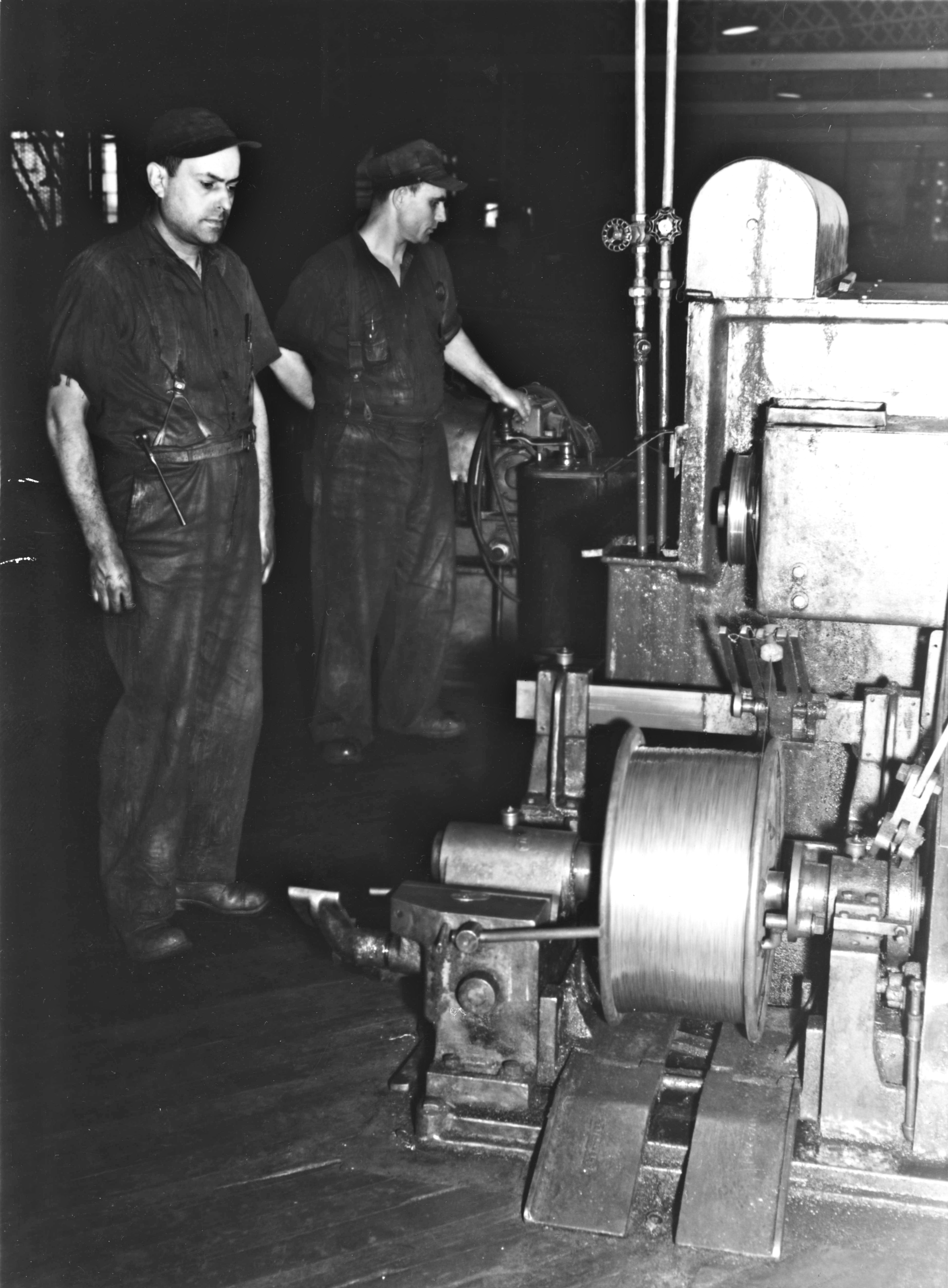
Travailleurs de la tréfilerie en 1945.

À la suite de la fermeture de l'usine, Alcan cherche à se séparer de son complexe industriel. En 1989, elle vend quelques bâtiments, dont les salles de cuves AL-15 et AL-17 au papetier Consolidated Bathurst qui s'en sert pour agrandir son usine Belgo. Quelques bâtiments, dont la salle de cuves AL-17, sont démolis. Le reste de l'usine est acquis en 2001 par la Cité de l'énergie, un complexe muséal dédié au patrimoine industriel de Shawinigan. Le 18 juillet 2002, l'aluminerie, la salle de cuves AL-15, la centrale N.A.C. et les vestiges de la centrale Alcan-16 sont désignés comme lieu historique national du Canada par la commission des lieux et monuments historiques du Canada,.

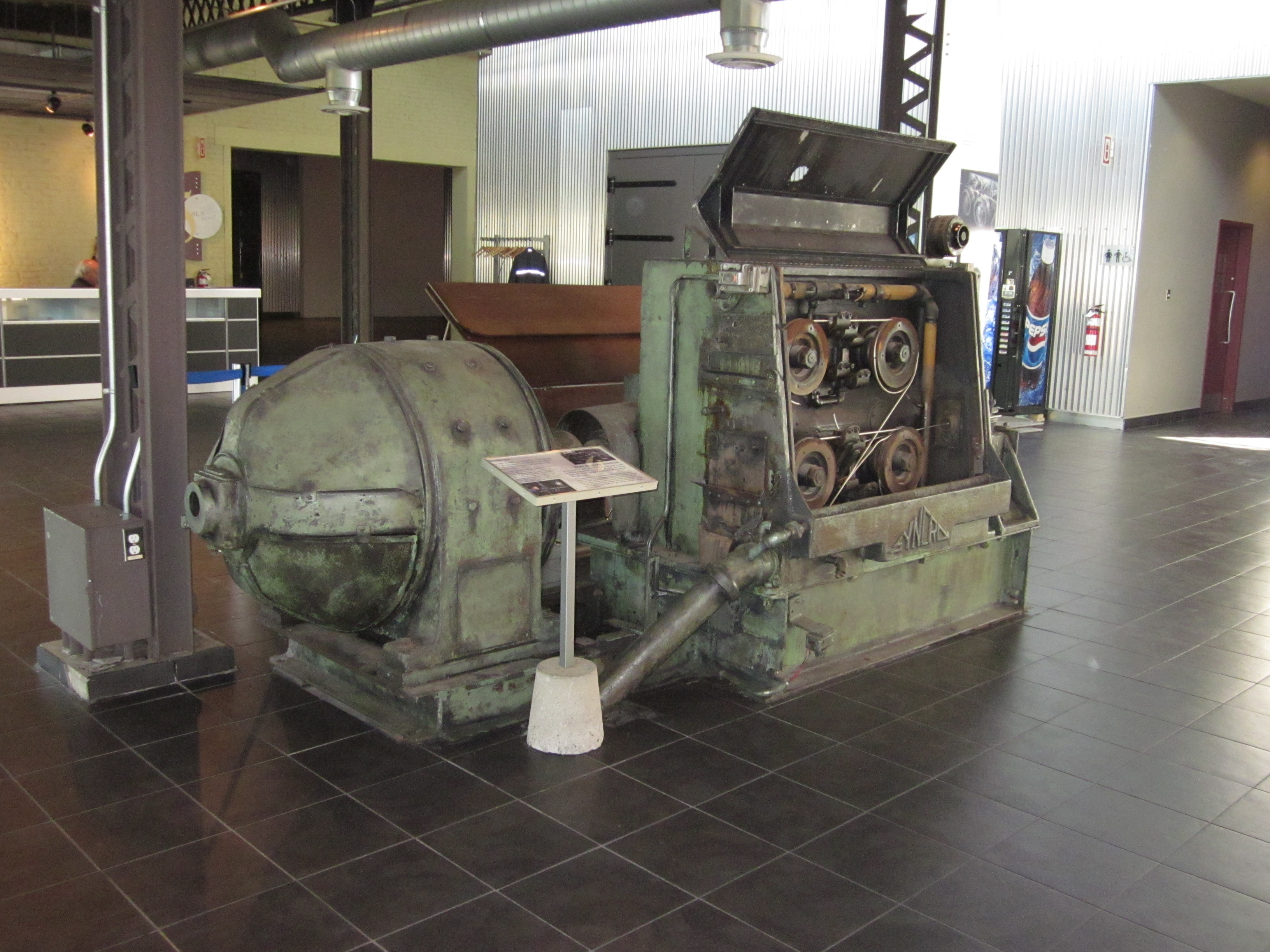
Fileuse dans le bâtiment AL-3 en 2011.

Les bâtiments appartenant à la Cité de l'énergie sont restaurés entre 2001 et 2003 par un consortium d'architectes composés de Michel Pellerin, Sylvie Rainville, Renée Tremblay et du bureau Desnoyers, Mercure et associés. Espace Shawinigan ouvre ses portes en 2003. Il accueille depuis des expositions muséales. Il sert aussi pour recevoir des événements comme des foires, des congrès ou des expositions. En 2010, l'association touristique régionale de la Mauricie (aussi connu sous le nom de « Tourisme Mauricie ») emménage dans les bâtiments administratifs.
À la suite de la mise sous la loi sur les arrangements avec les créanciers par Abitibi-Consolidated, Appartenance Mauricie Société d’histoire régionale demande en 2009 le classement du bâtiment AL-15. Elle craint alors, avec l’appui de la Cité de l’énergie, que le bâtiment ne soit détruit ou vendu pour des usages incompatibles avec son architecture. La demande est ensuite reprise pour inclure toute l'aluminerie. Le 23 mai 2013, l'aluminerie est classée comme immeuble patrimonial par le ministère de la Culture et des Communications. Le classement comprend l'enveloppe extérieure des bâtiments AL-2, AL-3, AL-5, AL-6, AL-7, AL-8, AL-9, AL-11, AL-14, AL-15, AL-20 et AL-22, les ponts roulants des salles de cuves AL-5, AL-7 et AL-15 et le terrain de l'aluminerie, à l'exception de celui du bâtiment AL-15. En 2012, le bâtiment AL-15 est acquis par la Cité de l'énergie.

## Architecture

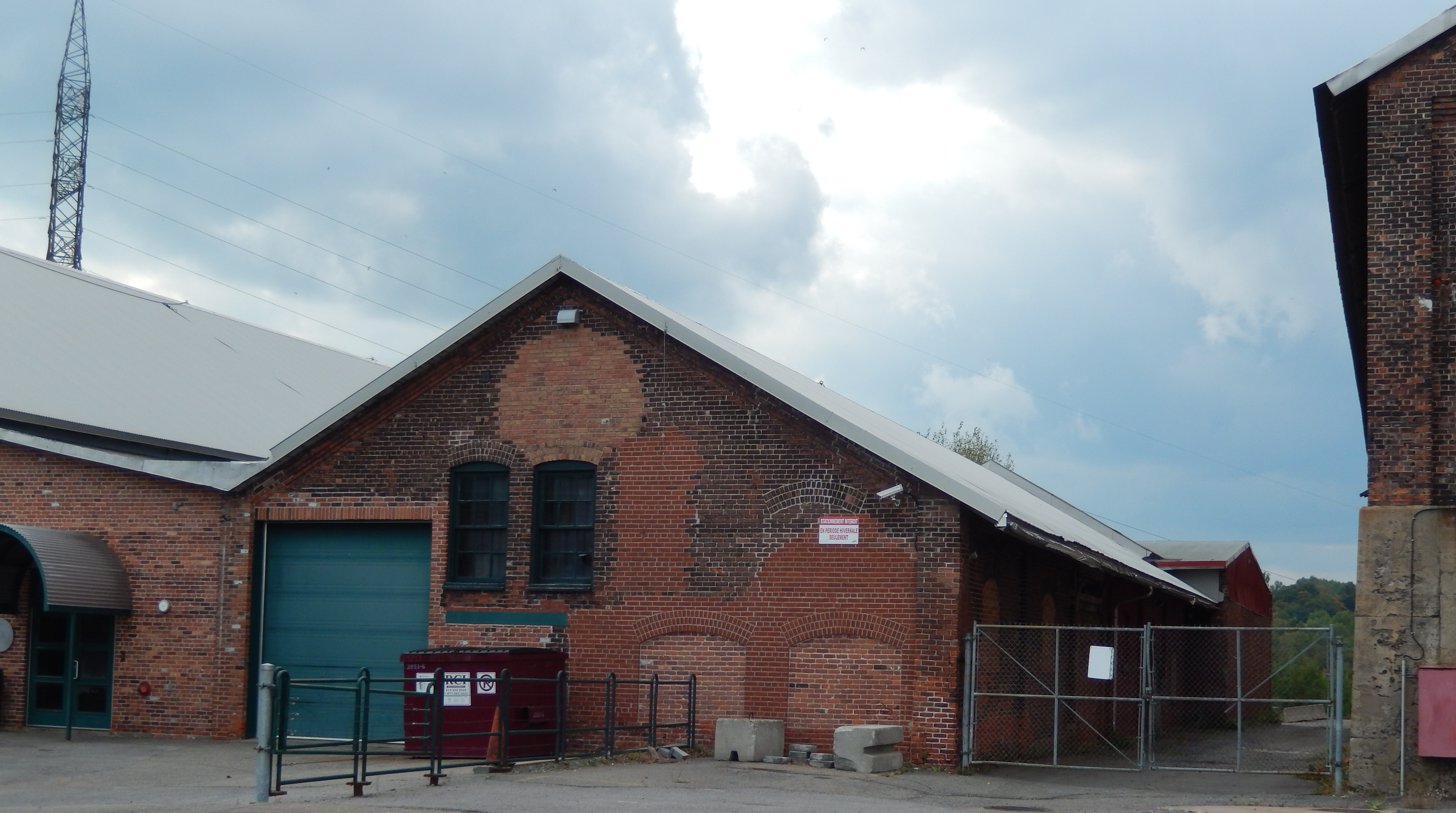
Bâtiment AL-11.

L'ancienne aluminerie de Shawinigan est composée de 12 bâtiments construits entre 1900 et 1927. L'ensemble comprend les bâtiments qui ont subsisté, soit AL-2, AL-3, AL-5, AL-6, AL-7, AL-8, AL-9, AL-11, AL-14, AL-15, AL-20 et AL-22. Ils ont servi pour des usages variés comme salle de cuves, de fonderie, d'atelier de tréfilerie et de câblerie, de laboratoires, d'atelier de broyage du coke, d’espace d’expédition ou d'entreposage et de bureaux administratifs. La plupart des bâtiments sont reliés entre eux pour faciliter la production et la circulation. Il s'agit d'une disposition typique des complexes industriels du début du XXe siècle.
Les bâtiments administratifs (AL-2 et AL-22) sont disposés à l'avant du terrain, près de la rue Cascade et de la rivière Saint-Maurice. Le reste des bâtiments sont situés en retrait donnant à l'avant des espaces de stationnement et de circulation.

### Bâtiments industriels

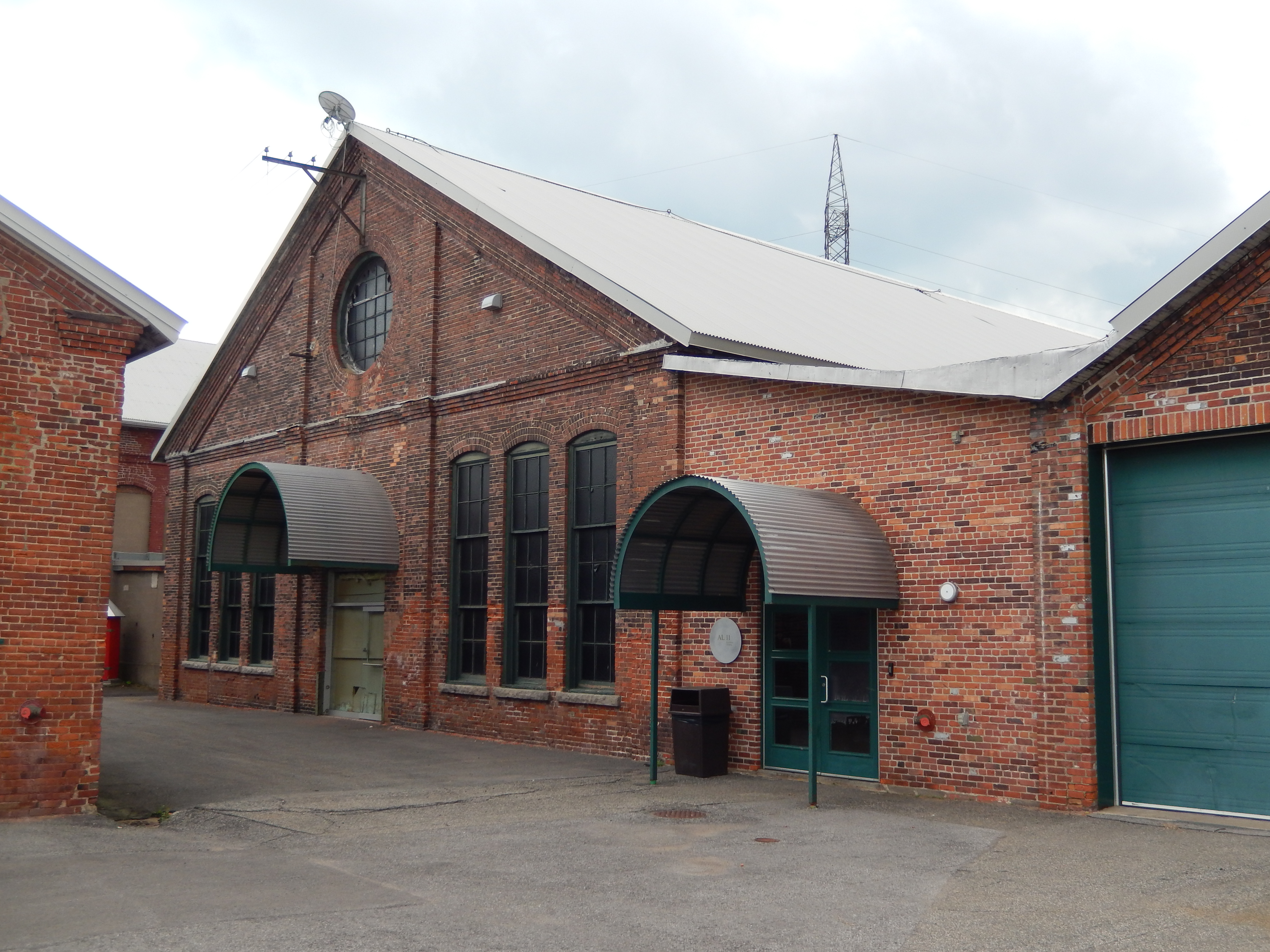
Façade aménagée du bâtiment AL-9.

Les bâtiments industriels ont une architecture typique des complexes industriels construits au début du XXe siècle, il s'agit de bâtiments utilitaires conçus pour minimiser les coûts de production. Ils reprennent néanmoins quelques éléments de l'architecture classique, comme des façades aménagées sur le mur en pignon et des portes surmontées de tympan cintré et vitrées. Phénomène rare pour un complexe industriel qui a perdu sa vocation d'origine, l'architecture des bâtiments est bien préservée. Ils sont implantés en retrait par rapport aux bâtiments administratifs. Les espaces dégagés devant les bâtiments étaient autrefois occupés par des voies ferrées et d'autres bâtiments industriels qui ont été démolis.

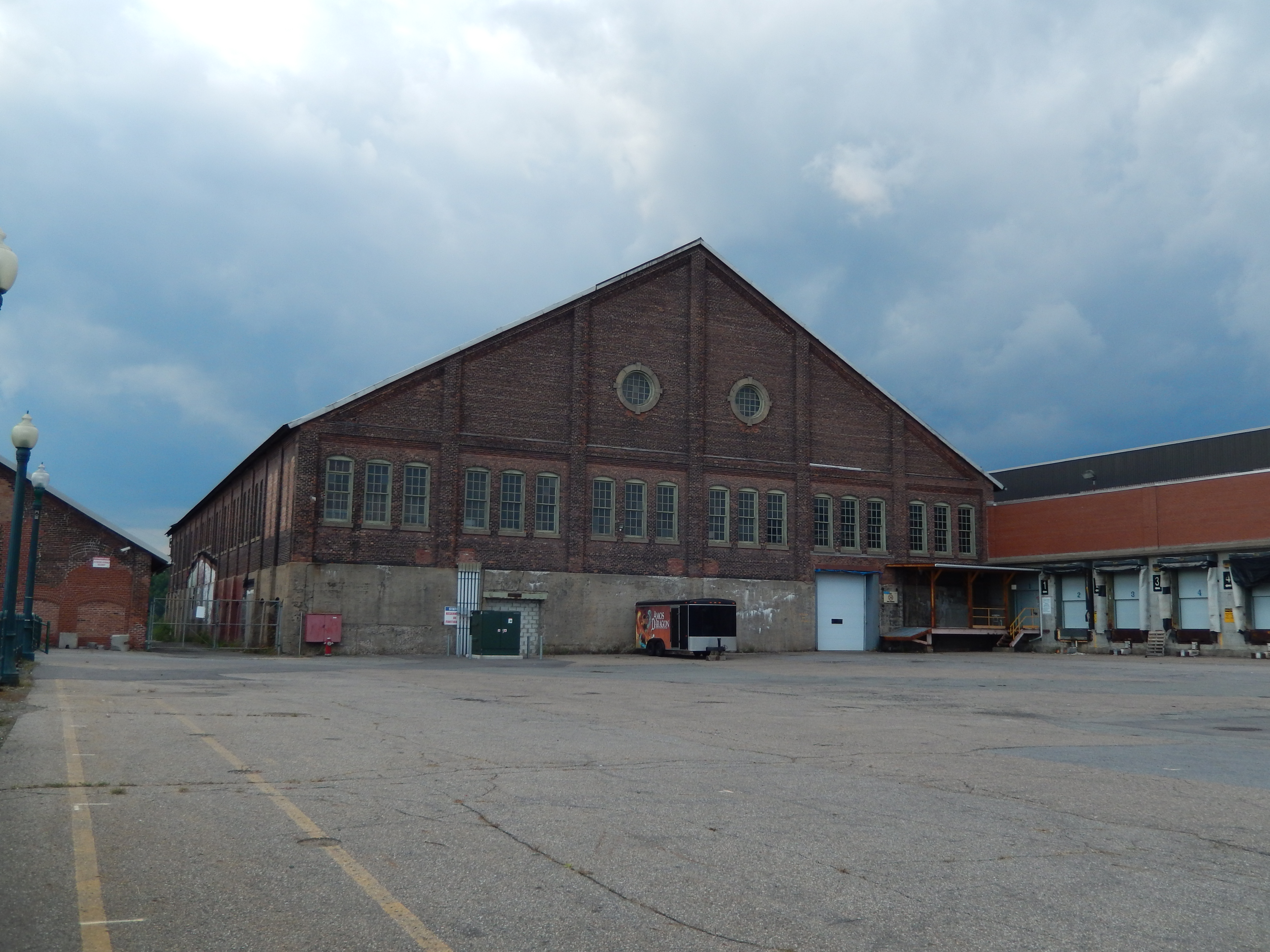
Bâtiment AL-15 avec sa fondation surhaussée.

Les volumes des bâtiments sont simples, ils sont de forme rectangulaire et ont une élévation de un à deux étages. La structure est en acier, ce qui permet de dégager de vastes espaces intérieurs pour la machinerie. Trois bâtiments (AL-5, AL-7 et AL-15) ont conservé leurs ponts roulants, ce qui permet le déplacement de lourdes charges. Quelques bâtiments ont une façade aménagée sur le mur en pignon, comme pour le bâtiment AL-9, donnant aux édifices un aspect classique. La plupart des bâtiments ont comme fondation une simple dalle de béton, à l'exception du bâtiment AL-15, qui présente un soubassement surhaussé en béton.
Tous les bâtiments sont recouverts par de la brique posée selon un appareil américain, donnant à l'ensemble un aspect homogène. L'appareil américain consiste à alterner plusieurs rangées de briques disposées en panneresse (généralement entre quatre ou cinq rangées), c'est-à-dire du long côté, avec une rangée de briques disposées en boutisse, c'est-à-dire disposées sur le petit côté. Pour les bâtiments industriels du début du XXe siècle, la brique est généralement préférée au bois en raison de son faible coût et de son ininflammabilité.

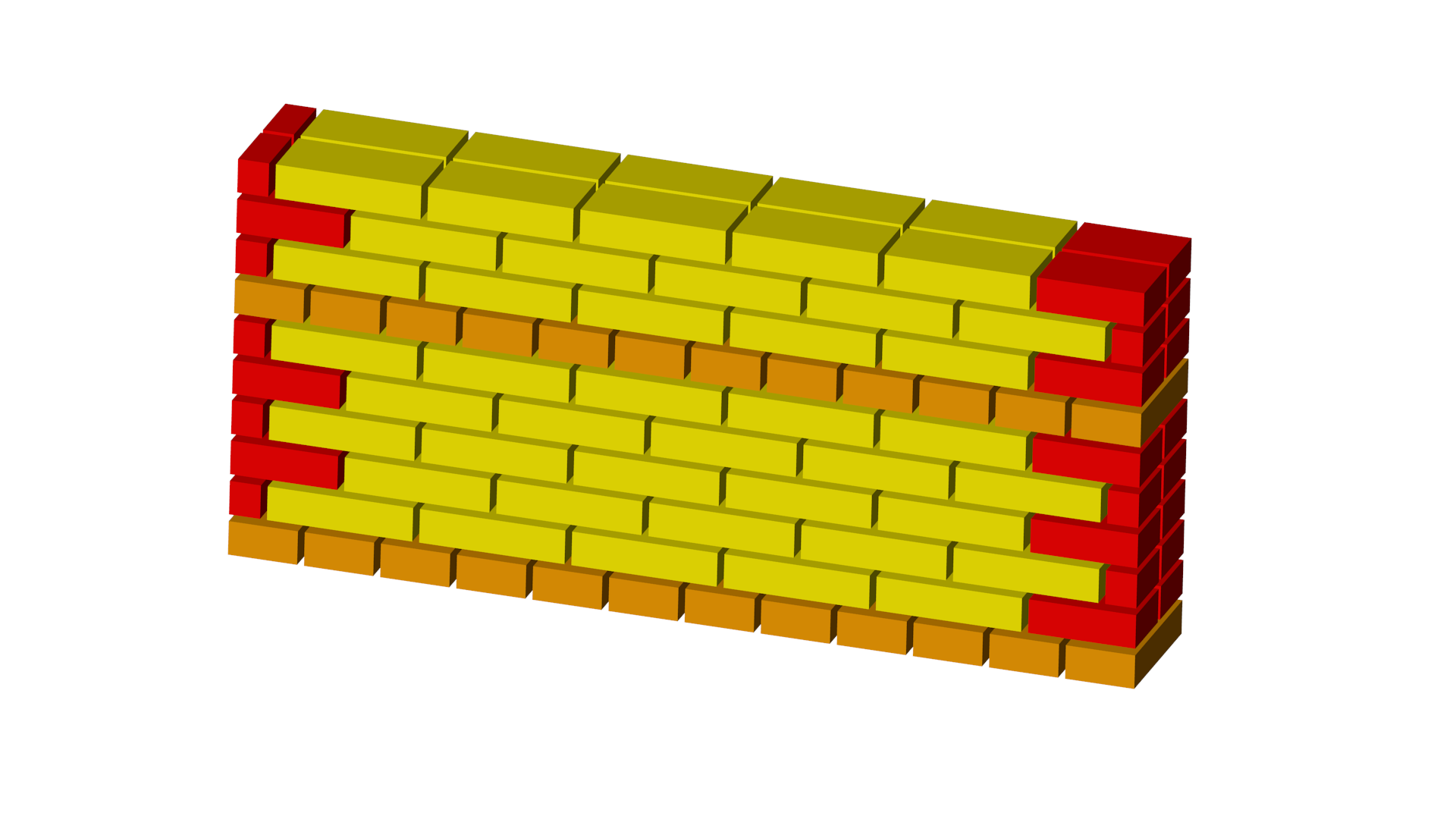
Schéma présentant un appareil américain.

Les toits sont généralement de formes simples. La plupart des toits des bâtiments sont à deux versants, comme sur les bâtiments AL-5, AL-7, AL-11 et AL-15. Quelques-uns sont aussi plats, comme sur l'agrandissement du bâtiment AL-3. Quelques bâtiments ont aussi un toit en appentis, comme pour les bâtiments AL-8 et AL-20. Tous les toits sont recouverts de tôle, en raison de son faible coût d'installation et de sa résistance aux incendies.

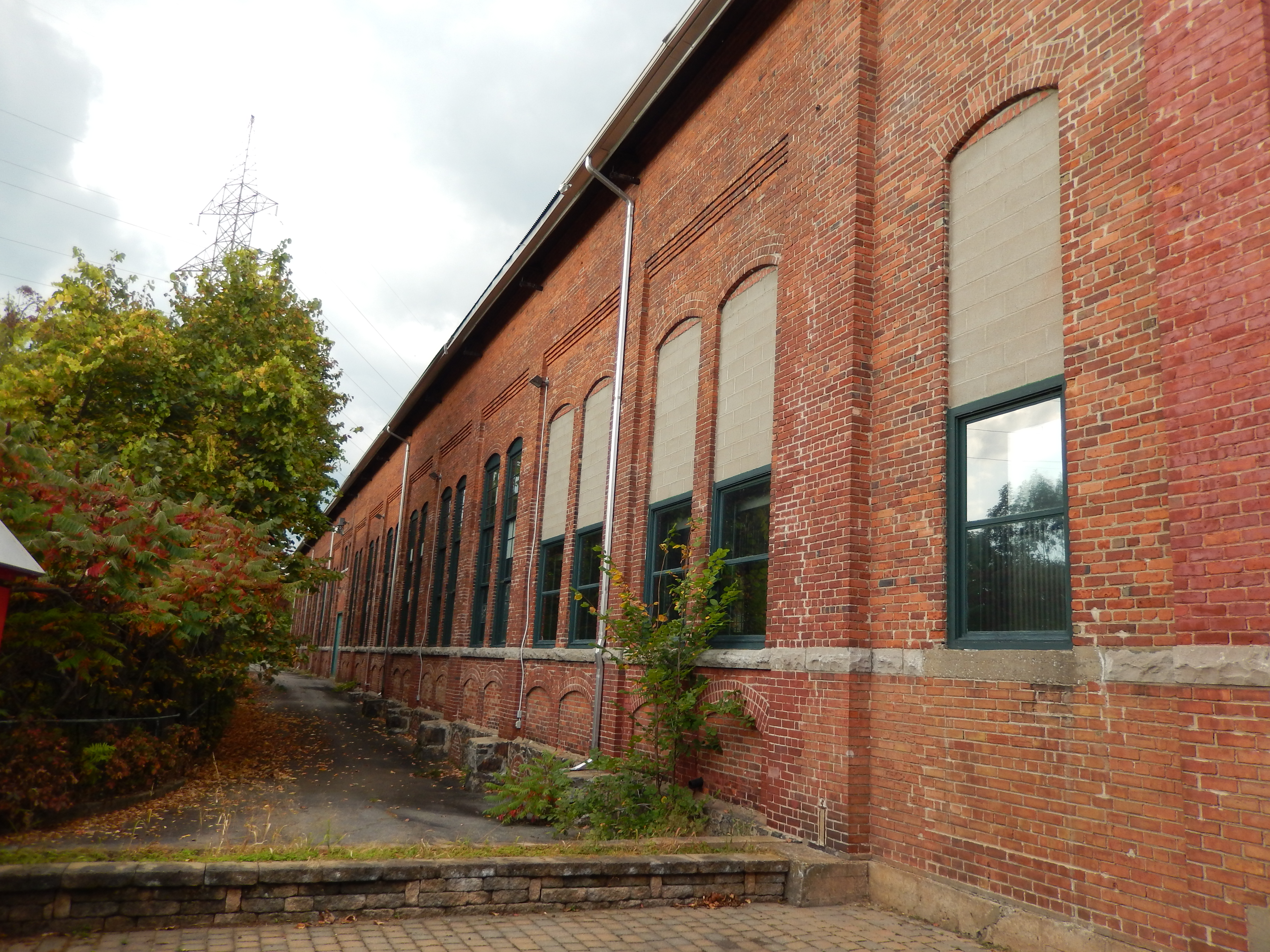
Fenestration du bâtiment AL-5.

Les bâtiments servant aux étapes de la production de l'aluminium sont largement fenêtrés dans le but de profiter au maximum de l'éclairage naturel. Les bâtiments ont de grandes fenêtres rectangulaires ou à arcs surbaissés et sont généralement à carreaux. Il s'agit d'éléments typiques de l'architecture industrielle de l'époque. Certains murs en pignon sont percés d'un oculus, ce qui renforce l'aspect classique des bâtiments et donne un certain raffinement à ces derniers. La plupart des portes sont de grandes dimensions pour faciliter la circulation des matériaux et de la machinerie. Certaines portes sont surmontées d'un tympan vitré, un élément courant de l'architecture classique.
Étant donné qu'il s'agit de bâtiments industriels, l'ornementation est très sobre. Elle est constituée principalement de pilastres dessinés par des saillies dans l'appareil de la brique et de corniches à encorbellement. Certaines ouvertures sont aussi ornées d'appuis, de plates-bandes et d'arcs surbaissés. Certains oculus sont ornés de chambranles de pierre taillée. Cette ornementation discrète est courante dans l'architecture classique.

### Bâtiments administratifs

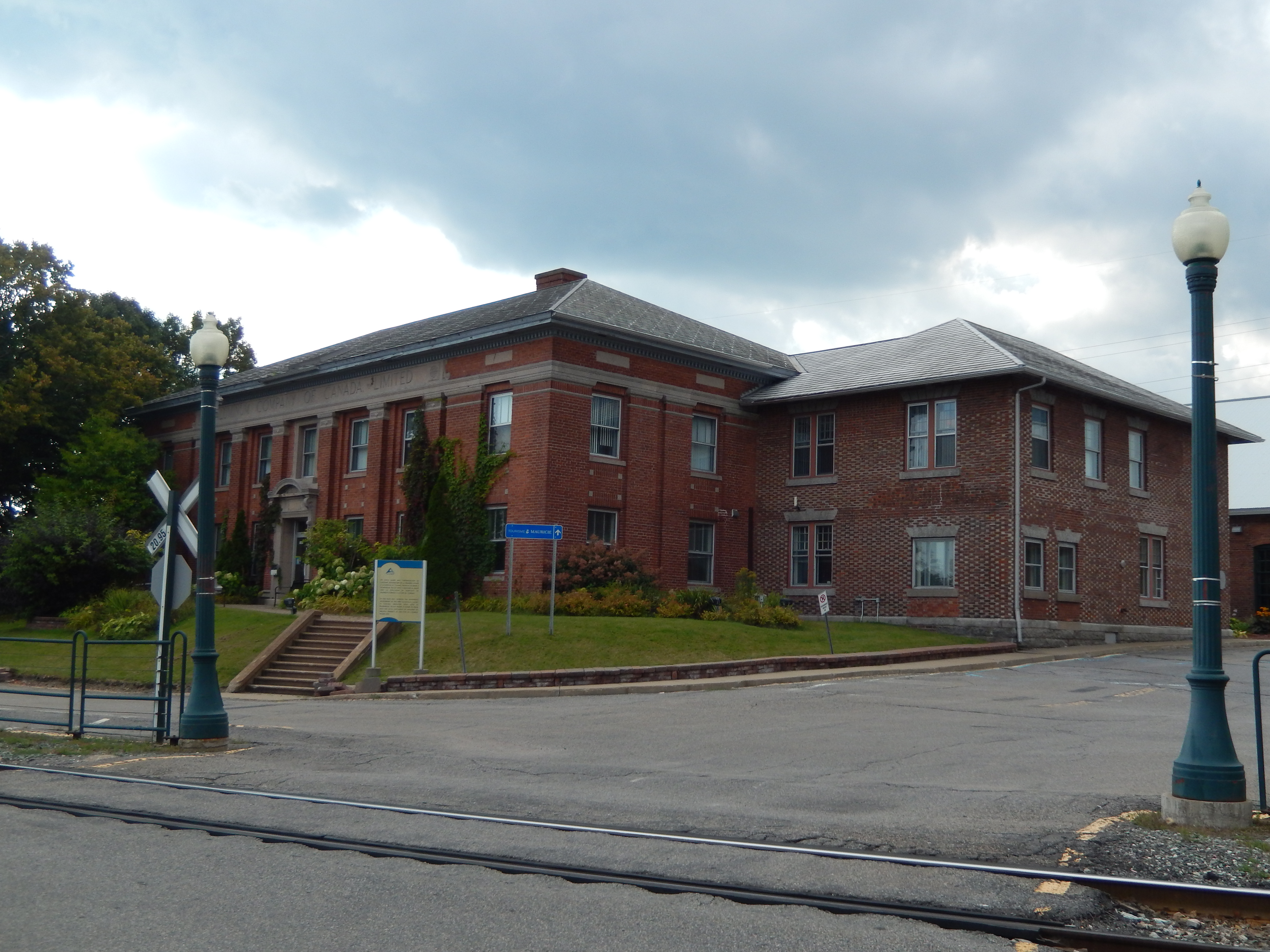
Les bâtiments AL-22 (à l'avant) et AL-2 (en retrait).

Les bâtiments administratifs (AL-2 et AL-22) se distinguent par leurs ornementations plus nombreuses et raffinées et leur situation plus proche de la voie publique. Ils ont pour but de raffermir l'image de marque de l'entreprise.

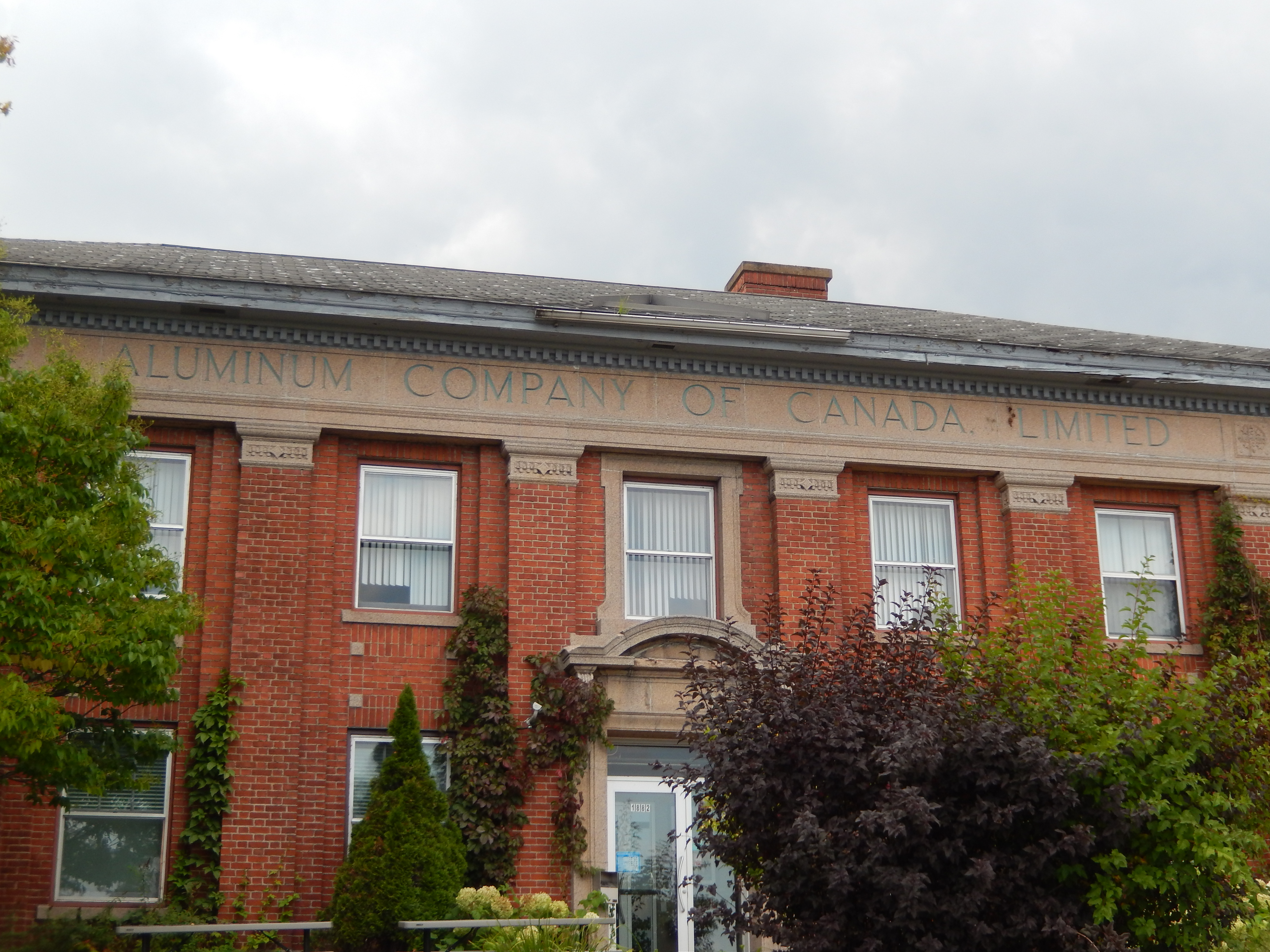
Frise avec l'inscription « ALUMINIUM COMPANY OF CANADA, LIMITED ».

Les deux bâtiments ont un plan rectangulaire. Ils reposent sur une fondation en béton légèrement exhaussée qui est recouverte de pierres taillées pour AL-22 et de pierres à bossage pour AL-2. Comme pour les bâtiments industriels, ils ont un parement en brique, mais ils utilisent plutôt un appareil flamand pour les distinguer des autres bâtiments. Cet appareil se caractérise par une alternance de briques disposées en panneresse avec celles en boutisse. Le bâtiment AL-22 utilise uniquement de la brique rouge pour son parement et sa cheminée alors que le bâtiment AL-2 utilise une couleur contrastante pour les briques en boutisse, créant un effet de damier. Les deux bâtiments ont un toit en croupe, absent du reste du complexe. Leurs toits sont aussi recouverts de tuile d'aluminium, un matériau rare, mais qui est une bonne représentation de la production de l'usine.
Les ouvertures sont rectangulaires et plus hautes que larges. Les fenêtres sont à guillotine et en bois. Elles ont été dotées d'un survitrage extérieur plus récent et peu respectueux des ouvertures d'origine. Il est possible d'observer le carrelage d'origine dans la partie supérieure des fenêtres. La porte principale du bâtiment AL-22 a été remplacée par un modèle récent peu compatible avec l'ouverture de la baie.
L'ornementation des bâtiments administratifs, bien qu'aussi de style classique, est plus élaborée que celle des bâtiments industriels. On y retrouve entre autres des éléments en pierre. L'entrée principale est marquée par un portail à fronton cintré. Les pilastres sont dotés de bases et de chapiteaux. Ils sont surmontés d'une frise où il est inscrit : « ALUMINIUM COMPANY OF CANADA, LIMITED ». On y retrouve aussi une corniche à denticules, des tables décoratives, des appuis et des plates-bandes en brique et en pierre.